# Zamach w Mogadiszu (7 września 2013)
Zamach w Mogadiszu, stolicy Somalii – akt terroryzmu, który miał miejsce 7 września 2013, kiedy to wybuchły dwie bomby niedaleko siedziby rządu.

## Szczegóły zamachu
Według policji i świadków jako pierwsza eksplodowała bomba w samochodzie pułapce zaparkowanym w pobliżu restauracji Village, niedaleko siedziby rządu. Kilka minut później zamachowiec samobójca wysadził się w powietrze w tłumie osób zgromadzonych na miejscu pierwszego wybuchu. Przedstawiciel policji Muhammad Dahi ogłosił, że zginęło co najmniej 18 osób. O dokonanie zamachu podejrzewani są bojownicy radykalnej milicji islamskiej Asz-Szabab.